# 2819 Ensor
2819 Ensor este un asteroid din centura principală, descoperit pe 20 octombrie 1933 de Eugène Delporte.